# 準備資產
準備資產（英語：Reserve Assets），又稱國際準備，係指一國貨幣當局（如中央銀行）所持有、可隨時動用的金融資產，可用來清償國際債務，主要包括貨幣用黃金、外匯存底（涵蓋外幣現金、存款、放款及有價證券）及其他債權。

## 例子
在穩定幣的監管架構中，單一法幣掛鉤的穩定幣需以高品質、高流動性的準備資產作為支撐，如短期政府債券或銀行存款，以確保其與法定貨幣之間的1:1兌換關係。此類準備資產的設置目的，亦在於保障穩定幣作為數位支付工具的兌付能力與金融穩定性。